# Schweineberg (Ofterschwang)
Schweineberg (mundartlich: ufm Schwinəbearg) ist ein Gemeindeteil der Gemeinde Ofterschwang im bayerisch-schwäbischen Landkreis Oberallgäu.

## Geographie
Das Dorf liegt circa 1,5 Kilometer östlich des Hauptorts Ofterschwang. Nördlich der Ortschaft liegt die Wittelsbacher Höhe.

## Ortsname
Der Ortsname deutet auf einen Berg, auf dem sich Wildschweine tummelten. Deren Wälzlachen sich im benachbarten Wielenberg befanden.

## Geschichte
Schweineberg wurde erstmals urkundlich um das Jahr 1140 mit den freien Bauern Rudolf, Adelberg und Luitfrid von Swinoberc erwähnt, die Mönche zu Ottobeuren wurden und das Kloster deren Besitz in Schweineberg erlangte. Dieser Besitz wurde im Jahr 1235 vom Papst bestätigt. 1451 befanden sich 22 rothenfelsische Eigenleute uffem Schwiniberg. 1707 wurde die Ignatius-Kapelle erbaut und 1979 neu gebaut. 1824 fand die Vereinödung Schweinebergs statt.